# III wiek
II wiek<>IV wiek
201 202 203 204 205 206 207 208 209 210 211 212 213 214 215 216 217 218 219 220 221 222 223 224 225 226 227 228 229 230 231 232 233 234 235 236 237 238 239 240 241 242 243 244 245 246 247 248 249 250 251 252 253 254 255 256 257 258 259 260 261 262 263 264 265 266 267 268 269 270 271 272 273 274 275 276 277 278 279 280 281 282 283 284 285 286 287 288 289 290 291 292 293 294 295 296 297 298 299 300

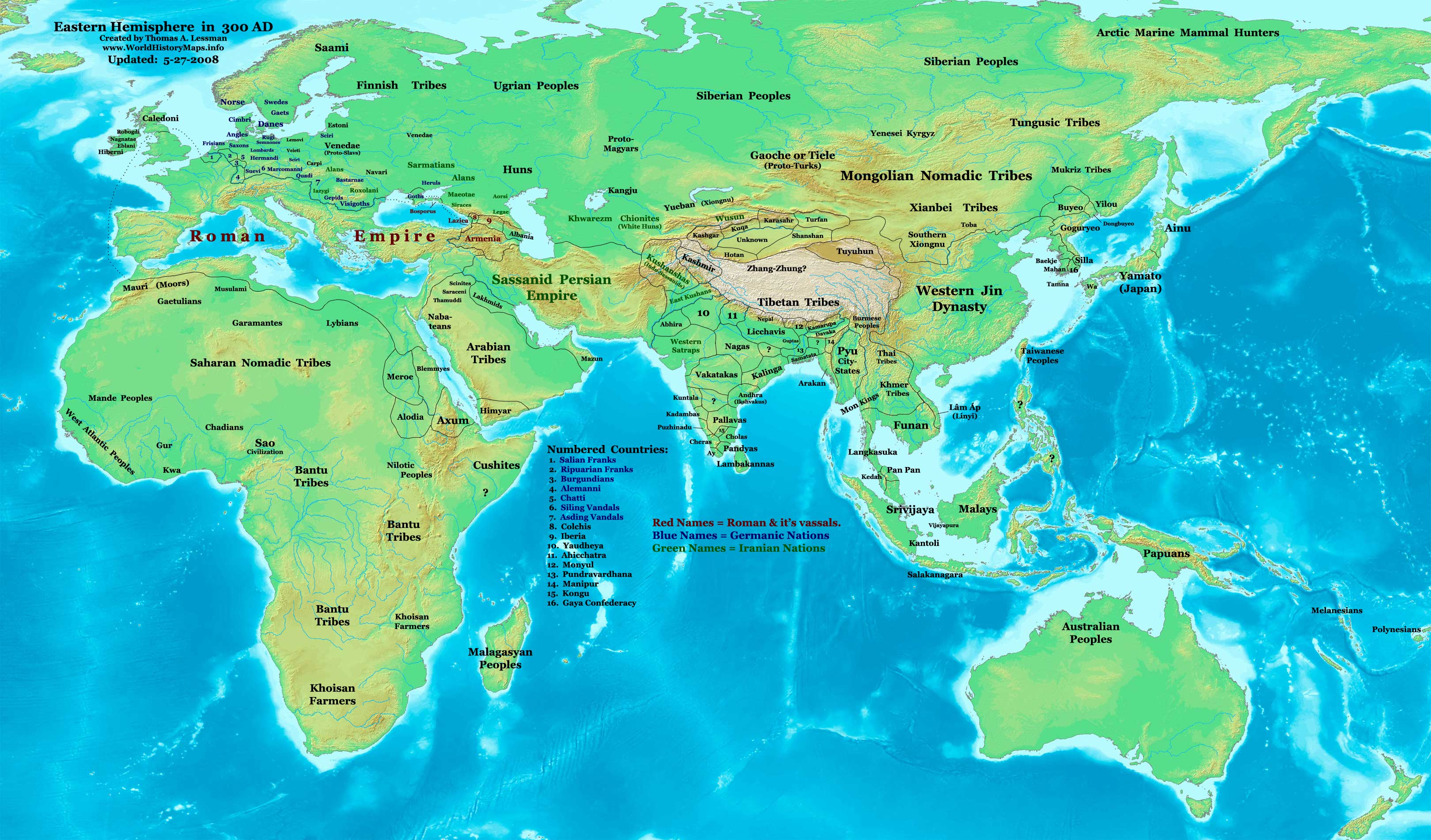
Świat w III wieku

## Urodzili się
- ok. 204 – Plotyn, filozof, twórca neoplatonizmu
- 216 – Mani, twórca manicheizmu
- ok. 264 – Euzebiusz z Cezarei, jeden z pierwszych historyków Kościoła

## Zmarli
- 212 – Emiliusz Papinian, prawnik rzymski.
- między 220 a 240 – Tertulian, łaciński pisarz chrześcijański.
- 220 – Cao Cao, chiński polityk, książę Wei.
- 269 – Plotyn
- ok. 276 – Mani
- św. Wiktor – męczennik chrześcijański

## Wydarzenia w Europie
- 212 – edykt Karakalli przyznający prawa obywatelskie Rzymu wszystkim wolnym obywatelom imperium
- 212–216 – budowa term Karakalli w Rzymie
- 217 – żołnierze obwołali cesarzem prefekta pretorianów Marka Opeliusza Makrina
- 220 – najazd Gotów na Bałkany
- około 220 – początki malarstwa katakumbowego (Katakumby św. Kaliksta w Rzymie)
- 222–235 – rządy Aleksandra Sewera
- 233/234 – Alamanowie przerwali limes w Recji i Górnej Germanii
- 235–284 – okres nasilonej destabilizacji i wojny domowej w cesarstwie rzymskim, 26 cesarzy w ciągu 49 lat, spośród nich tylko jeden zmarł śmiercią naturalną
- 238 – w prowincji Afryka wybuchło powstanie właścicieli ziemskich, wsparte przez chłopów, plebs miejski i niewolników
- około 250
  - dewaluacja pieniędzy wywołała wysoką inflację w cesarstwie rzymskim
  - nasilenie prześladowań chrześcijan za cesarza Decjusza
- 251 – najazd Gotów na Dację, śmierć Decjusza
- 253–257 – najazd Franków na Galię i Hispanię
- 257 – nowa fala prześladowań chrześcijan
- 258 – Galienus powstrzymał inwazję Alamanów na Italię
- 260 – nowy najazd Persów, którzy zajęli Armenię i Antiochię
- 268 – Goci splądrowali Ateny, Spartę i Korynt
- 269 – cesarz Klaudiusz II Gocki rozgromił Gotów pod Naissus
- 271 – wojska rzymskie usunęły Gotów z Panonii i odparły najazd Alamanów na Italię
- 277 – Rzymianie odbili Galię z rąk Franków i Alamanów
- 284 – cesarzem rzymskim został Dioklecjan, jego reformy przywracają polityczną stabilizację, początek dominatu
- 285 – Dioklecjan dokonał pierwszego podziału cesarstwa na część wschodnią i zachodnią
- około 285 – na obszarze imperium rzymskiego istniały 372 drogi o łącznej długości 53 000 mil rzymskich (78 360 km)
- około 300
  - Piktowie i Celtowie sporadycznie odwiedzali Islandię (letnie połowy ryb i polowania na ssaki morskie)
  - produkcja żelaza na wielką skalę w Europie Północnej
- kryzys III wieku w Cesarstwie Rzymskim

## Wydarzenia w Azji
- 217 – Palmyra uzyskała miano kolonii rzymskiej
- 220 – koniec chińskiej dynastii Han; rozpad Chin na trzy królestwa
- 224–226 – obalenie królestwa Partów przez perską dynastię Sasanidów
- 244–245 – budowa synagogi z malarstwem figuralnym (Dura Europos, Syria)
- 260 – Szapur I, król z dynastii Sasanidów, pokonał rzymską armię pod Edessą i wziął do niewoli cesarza Waleriana
- 262 – Świątynia Artemidy w Efezie złupiona przez wojska gockie
- 268 – Palmyra przejęła kontrolę nad Syrią i Mezopotamią (szczytowy okres rozwoju miasta)
- 272 – królowa Palmyry Zenobia poniosła klęskę w wojnie z Rzymem
- 280 – krótkotrwałe zjednoczenie Chin przez dynastię Jin
- 297 – Rzymianie wyparli Persów z Armenii
- około 300 – Armenia jako pierwsze państwo przyjęła chrześcijaństwo jako oficjalną religię
- około 300 – utworzenie państwa Yamato w Japonii

## Wydarzenia w Afryce
- około 250 – Diofantos z Aleksandrii napisał Arithmetika
- 269 – Palmyra opanowała część Egiptu
- około 300 – Aksum przejęło kontrolę nad handlem nad Morzem Czerwonym

## Wydarzenia w Ameryce
- około 250 – przebudowa miasta Majów Tikál przez nową dynastię
- około 290 – książę Sipán został pochowany w grobowcu wypełnionym skarbami
- około 300
  - początek klasycznego okresu kultury Majów
  - lawa wulkaniczna zniszczyła meksykańskie miasto Cuicuilco
  - miasto Teotihuacán zajmowało obszar ok. 20 km²